# Меллер-Закомельский, Егор Иванович
Барон Его́р Ива́нович Ме́ллер-Закоме́льский (1767—1830) — генерал-лейтенант, генерал-адъютант, первый в России командир уланского полка.

## Биография
Егор Меллер-Закомельский родился в 1767 году в дворянской семье. Средний брат генерала от артиллерии Петра Ивановича Ме́ллер-Закоме́льского и генерал-майора, могилёвского губернатора Фёдора Ива́новича Ме́ллер-Закоме́льского.
Начал службу сержантом в 1781 году в лейб-гвардии Преображенском полку, из которого был переведен в артиллерию капитаном и назначен состоять адъютантом при своем отце генерале Иване Ивановиче Меллер-Закомельском.

14 апреля 1789 года был награждён орденом Святого Георгия 4-го класса 
За отличную храбрость, оказанную при атаке крепости Очакова.
При взятии Измаила с отличием командовал 2-м батальоном Бугского егерского корпуса.
2 сентября 1793 года Е. И. Меллер-Закомельский получил чин полковника и был зачислен в Тверской карабинерный полк.
С 1797 по 2 ноября 1800 года в отставке, а по возвращении на службу был направлен полковником в Рязанский кирасирский полк.
15 марта 1801 года Меллер-Закомельский был удостоен чина генерал-майора и назначен командиром Глуховского кирасирского полка, а 6 сентября 1801 года — шефом Тверского драгунского полка.
В 1803 году получил в командование вновь созданный Уланский Его Императорского Высочества Цесаревича Константина Павловича полк и с ним участвовал в сражении при Аустерлице, в 1808 году назначен шефом Мариупольского гусарского полка, и в 1810 году пожалован в генерал-адъютанты.
К началу Отечественной войны 1812 года командовал 1-м резервным корпусом со штабом в городе Торопец, численность корпуса составляла 27 473 человека. Повелением императора Александра I корпус был расформирован, войска распределены между резервным корпусом М. А. Милорадовича и 1-м корпусом П. Х. Витгенштейна, а сам генерал Е. И. Меллер-Закомельский направлен в распоряжение главнокомандующего. Прибыв в действующую армию, вскоре он был М. И. Кутузовым назначен командовать 1-м кавалерийским корпусом, во главе которого сражался при Тарутине, Малоярославце и Красном и на берегах Березины. В 1813 году за заслуги удостоен чина генерал-лейтенанта.
В 1815 году получил почётную отставку по состоянию здоровья.
Егор Иванович Меллер-Закомельский умер в 1830 году.